# Acanthopsis
- Commons
- Wikispecies

Acanthopsis Harv., segundo o Sistema APG II, é um gênero botânico da família Acanthaceae.

## Espécies
São reconhecidas 6 espécies.
- Acanthopsis carduifolia
- Acanthopsis glabra
- Acanthopsis glandulopalmata
- Acanthopsis insueta
- Acanthopsis nitida
- Acanthopsis scullyi

## Classificação do gênero
| Sistema | Classificação                       | Referência |
| ------- | ----------------------------------- | ---------- |
| APG II  | Ordem Lamiales, família Acanthaceae | [ 2 ]      |